# Madi Diaz
Madi Diaz (Greenwich (Connecticut), 14 mei 1986) is een Amerikaanse singer-songwriter.

## Biografie
Diaz groeide op in Lancaster County (Pennsylvania), waar ze thuisonderwijs kreeg van haar Peruaanse moeder Nancy, een voorstander van de ontwikkeling van jonge kinderen en de beeldende kunst, en haar Deense vader Eric, een houtbewerker en muzikant. Diaz begon op 5-jarige leeftijd met pianolessen van haar vader.
In haar vroege tienerjaren schakelde Diaz over van piano naar gitaar. Ze was te zien in Rock School als Madi Diaz-Svalgard de documentaire uit 2005 van regisseur Don Argott over het programma. Haar vader Eric Svalgård was lid van de Frank Zappa-tributeband Project/Object.
Na de middelbare school werd Diaz toegelaten tot het Berklee College of Music. Bij Berklee begon ze te werken met Kyle Ryan, een in Nebraska opgegroeide gitarist die haar songwriting-medewerker zou worden voor haar vroege carrière. De twee begonnen hun samenwerking toen een medestudent, een producent die op zoek was naar een project, Diaz de kans bood om een album op te nemen in Hawaï. Het in eigen beheer uitgebrachte album Skin And Bones (2007) was het resultaat en een schrijvende/uitvoerende samenwerking tussen Diaz en Ryan was geboren. Kort daarna stopte Diaz met het programma in Berklee.
In 2008 gingen Diaz en Ryan door met schrijven en begonnen ze shows te spelen in New York. Daar ontmoette ze haar manager en tekende ze bij uitgeverij Cherry Lane Music. Diaz en Ryan werden vervolgens voor een maand naar Nashville gestuurd om te schrijven en halverwege 2010 verhuisden ze naar Nashville.
Na het uitbrengen van de ep Ten Gun Salute begon Diaz te toeren met The Civil Wars en Landon Pigg. Ze was te zien in het tijdschrift Paste als een van de Top Ten Buzziest Acts bij SXSW in 2009 en had nummers als Pretty Little Liars bij ABC Family en Drop Dead Diva, Army Wives en Princesses: Long Island bij Lifetime.
Haar ep Far From The Things That We Know werd op 20 september 2011 uitgebracht door TinyOGRE Entertainment. De ep is opgenomen in Los Angeles en Charlottesville, Virginia met John Alagia (Dave Matthews Band, John Mayer) als producent. De ep gaf voorbeelden van nummers van haar volledige album Plastic Moon, dat in januari 2012 werd uitgebracht.
In februari 2012 verhuisde Diaz naar Los Angeles en markeerde daar een nieuw hoofdstuk in haar muziekcarrière. Als soliste werd haar volgende album We Threw Our Hearts In The Fire uitgebracht op 23 oktober 2012.
Diaz verscheen als gast in Last Call met Carson Daly in de aflevering van 13 januari 2014. Ze bracht de single Stay Together uit op 11 juli 2014. Het is de eerste single van haar album Phantom, dat in september 2014 werd uitgebracht.
Het nummer The End of the Day, geschreven door Diaz en Sarah Siskind, was te horen in de televisieserie Nashville en werd uitgevoerd door Connie Britton en Charles Esten.
In Far Cry 5 was Diaz te horen in Dan Romers Help Me Faith.

## Discografie
- 2007: Skin and Bone
- 2009: Ten Gun Salute ep
- 2011: Far From the Things That We Know ep
- 2012: Plastic Moon
- 2012: We Threw Our Hearts In The Fire
- 2014: Phantom
- 2017: Okay To Be Alone ep

### Samenwerkingen
- Remix Artist Collective
- Joshua Radin
- Lester Mendez
- Viceroy
- Jensen Sportag
- Joseph Arthur
- Nick Ruth
- Mindy Smith
- Magic Man
- Rob Cantor
- Gold Fields
- Joe Hawley, Ross Federman en Bora Karaca van Tally Hall op zang voor de track Black Rainbows op het album Hawaii: Part II.
- Andrew Heringer
- Miranda Lambert – Achtergrondzang op The Weight Of These Wings
- Dan Romer - Help Me Faith - Dan Romer ft. Madi Diaz van Far Cry 5 Into The Flames